# Кишкунфелеђхаза
Кишкунфелеђхаза (мађ. Kiskunfélegyháza) је град у Мађарској. Кишкунфелеђхаза је трећи по величини град у оквиру жупаније Бач-Кишкун.
Град има 30.730 становника према подацима из 2008. године.

## Географија
Град Кишкунфелеђхаза се налази у средишњем делу Мађарске. Од престонице Будимпеште град је удаљен око 100 km јужно. Град се налази у средињшем делу Панонске низије између већих градова Сегедина и Кечкемета.

## Становништво
По процени из 2017. у граду је живело 29.157 становника.
| 1990.  | 2001.  | 2011.  | 2017.  |
| ------ | ------ | ------ | ------ |
| 34.220 | 32.489 | 30.172 | 29.157 |

## Партнерски градови
- Сегешвар
- Кикинда
- Фелтре
- Турда
- Браунфелс
- Корунд
- Ухровец

## Галерија
- Градска кућа
- Католичка црква
- Тржни центар